# Бејливик Гернзи
Бејливик Гернзи (енгл. Bailiwick of Guernsey, фр. Bailliage de Guernesey, герн. Bailliage dé Guernési) острвска је земља на обали Француске и један од три крунска посједа Британске круне.
Одвојен од Војводства Нормандије и под условима (мировног) споразума из Ле Гулета из 1204, Бејливик се састоји од неколико острва у Ламаншу која спадају у три одвојене подјурисдикције: Гернзи, Олдерни и Сарк. Херм се административно сматрао дијелом Гернзија.
Бејливик је територија којом управља бејлиф. Бејлиф Гернзија је цивилни шеф и предсједавајући званичник Сталежа Гернзија, али и Олдернија и Сарка. Уједно је и на челу судске власти у бејливику.

## Историја
Историја Бејливика Гернзија сеже до 933, када су острва дошла под власт Вилијама Нормандијског, када је Војводство Нормандија припојило острва која су до тада припадала Војводству Бретањи. Острво Гернзи и друга Каналска острва чинила су дио земаља Вилијама II Нормадијског. Француска је 1204. освојила континенталну Нормандију — али не и приобална острва бејливика. Острва представљају посљедње остатке средњовјековног Војводства Нормандије.
У почетку је постојао један гувернер, или когувернери који су радили заједно, острва која чине Каналска острва. Титула „гувернера” се мијењала током вијекова. Раније су коришћена и звања „управник”, „чувар” и „капетан”.  Бејлиф замјењује гувернера, или у новије вријеме лајтенант гувернера, ако је он одсутан, нпр. као у случају петогодишње њемачке окупације Каналских острва. Лајтенант гувернер Гернзија је лајтенант гувернер Бејливика Гернзи и, као лични представник британског монарха, обично је имао истакнуту војну службу.
Првобитно су мјесни судови на Гернзију били „феуди” којима је предсједавао велепосједник (енгл. lord of the manor). Прије 1066, постојао је виши суд изнад феуда а испод Eschequier суда у Руану и састојао се од бејлифа и четири витеза; суд је разматрао жалбе и процесуирао кривичне предмете.
Ото де Грандисон, тада гувернер острва, делегирао је грађанска овлашћења на два одвојена бејлифа за Гернзи и Џерзи прије него што је кренуо у крсташки поход на Свету земљу 1290. године. То се може узети као година стварања два бејливика.

## Географија
Смјештени око 49° 34′ С; 2° 23′ З / 49.57° С; 2.38° З, Олдерни, Гернзи, Херм, Сарк и нека мања острва, заједно имају укупну површину од 78 км² и обалу дужине од око 50 км. Надморска висина варира од нивоа мора до 114 м на Ле Моулину на Сарку.
У Бејливику имао много мањих острва, острваца, стијена и гребена. У комбинацији са дометом плиме од 10 м и брзим струјама од 12 чворова, ови чини пловидбу у мјесним водама опасном.

## Уставни статус
Бејливик Гернзи је засебна јурисдикција сама по себи, а постоје три одвојене подјурисдикције. Он није дио и одвојен је од (али није независан) Уједињеног Краљевства. Бејливик Џерзи и Бејливик Гернзи заједно чине Каналска острва.
Острвљани никада нису имали формалне представнике у Дому комуна Парламента Уједињеног Краљевства, ни у Европском парламенту. Они Острвљани који на неки начин нису били квалификовани и нису имали право да се региструју за гласање у Уједињеном Краљевству према Акту о представљању народа као прекоморски гласачи, искључени су из референдума о чланству УК у Европској унији 2016. године.
Гернзи има неписани устав који произилази из Париског споразума из 1259. године. Када су енглески краљ Хенри III и француски краљ Луј IX постигли договор око Војводства Нормандије, норманско копно је пало под сизеренство француског краља. Међутим, Каналска острва су остала лојална британској круни због лојалности њених сињора (Seigneurs). Међутим, она никад ниси припојена Краљевини Енглеској и остала су као „особености Круне”.
Јединствен уставни положај настао је пошто су узастопни британски монарси потврдили слободе и привилегије Бејливика, често се позивајући на тзв. Уставе Краља Џона, легендарни документ за који се претпоставља да је краљ Џон додијелио послије 1204. године. Владе Бејливика су углавном покушавале да избјегну тестирање граница неписаног устава избјегавајући сукоб са британским владама.
Овај необични политички положај често је био користан Острвљанима. Све до 19. вијека, Бејливик је генерално могао да буде изузет од оштријих дијелова Вестминстерског законодавства, док је био укључен у повољне политичке, као што је протекционистичка економска политика. Енглеска, а касније Уједињено Краљевство, пасивно су искористиле стратшке предности Каналских острва. На примјер, могли су да служе као погодна тачка заустављања трговине ка Гаскоњи.

## Парохије
Бејливик се састоји од дванаест парохија: Алдерни, Сарк и десет на острву Гернзи (од којих један укључује Херм). Свака парохија има парохијску цркву из 11. вијека, са снажном религијском контролом коју је у почетку вршила француска Католичка црква, а посљедњих 500 година Црква Енглеске. Током година, религијски вид управе сваге парохије је смање у корист демократски изабраних дузенијера.

## Јурисдикције
Свака јурисдикција има насељена и ненасељена острва и изабрану владу. Све три законите јурисдикције морају имати краљевску сагласност монарха на своје примарно законодавству. Свака јурисдикција подиже сопствено опорезивање, иако је Олдерни 1949. пренио своја права на Гернзи.

### Гернзи
Острво Гернзи има око 63.000 становника на 62 км² и чини правно и административно средиште Бејливика Гернзи. Парламент Гернзија и оближњих насељених острва Херм, Жету и Лију јесте Сталежи Гернзија.

### Олдерни
Са популацијом од 1900 становника на 7,8 км², Олдерни има свој парламент, Сталежи Олдернија, који има десет изабраних заступника и изабраног предсједавајућег.

### Сарк
Сарк има око 600 становника који живе на 5,2 км². Парламент Сарка (заједно са насељеним острвом Бреку) има 18 изабраних заступника.
Хелијеру де Картерету, сењору Сент Оуена у Џерзију, краљица Елизабета I је 1565. додијелила феуд Сарк. Добио је писма патента којима му се додјељује Сарк заувијек, под условом да сачува острво од пирата и да се на острву налази најмање четдесет људи ради одбране. Упркос томе што је већина породица долазила са Џерзија, Сарк је остао у Бејливику Гернзи.